# Iryna Mudra
Iryna Romanivna Mudra ( en ucraniano: Ірина Романівна Мудра, romanizado: Iryna Romanivna Mudra) (Drohóbych, óblast de Leópolis, Ucrania;  26 de julio de 1975) es una abogada y banquera ucraniana que se ha desempeñado como uno de los varios viceministros de Justicia  bajo el gobierno del primer ministro Denís Shmihal desde el 27 de mayo de 2022. Graduada por la Universidad de Leópolis, fue abogada en la Caja de Ahorros Estatal de Ucrania antes de empezar a trabajar para el Estado.
En el ámbito internacional es conocida por promover públicamente el desarrollo de un mecanismo de sanciones y reparaciones contra la Federación Rusa por la guerra contra Ucrania.

## Educación
- En 1998 se graduó con honores en el Instituto Pedagógico Ivan Franko de la Facultad de Lenguas Extranjeras.
- De 2002 a 2006 estudió en la Facultad de Derecho de la Universidad Nacional Ivan Franko Leópolis. [3]
- En 2017-2018, Mudra completó un curso de MBA en la Escuela de Economía de Kiev.
- 2019 - 2020, pasantía en la International Compliance Association (Londres). Certificado "Gestión corporativa, riesgos y cumplimiento".

### Viceministro de Justicia de Ucrania
El 20 de mayo de 2022, mediante Orden N.° 394 del Gabinete de Ministros de Ucrania,  Iryna Mudra fue nombrada Viceministra de Justicia de Ucrania.
La crisis de liquidez ha concentrado la mirada de los funcionarios ucranianos en los oligarcas rusos sancionados. El gobierno ha estado trabajando por los canales diplomáticos desde principios de junio para generar impulso político para un acuerdo que haga pagar a los rusos, dijo el 5 de julio la viceministra de Justicia, Iryna Mudra, en una entrevista desde Kiev. "Por supuesto, estamos muy agradecidos a nuestros aliados por brindarnos ayuda financiera", dijo. "Pero tenemos que admitir que deberían ser los rusos quienes deberían pagar por todos estos daños". Sin embargo, no existe una estructura legal ya preparada que permita confiscar los activos rusos congelados y enviarlos a Ucrania, dijo, especialmente porque Rusia podría vetar cualquier cosa a nivel de la ONU desde su posición en el Consejo de Seguridad. Por lo tanto, el gobierno ucraniano busca obtener, como mínimo, la “bendición” de la comunidad global en la Asamblea General de la ONU en septiembre, dijo Mudra. Además de los activos rusos, a Kiev también le gustaría que se aplicara un impuesto especial a las transacciones con Rusia. 
El 7 de julio afirmó que el proyecto de digitalización del sistema de justicia había sido pospuesto por varios años. Pero ahora es el momento de avanzar lo más rápido posible, gracias a la hoja de ruta para la adhesión a la UE. 
Sobre el momento de la reconstrucción, Mudra afirma que la guerra aún continúa. Aun así, lo importante es tener un proceso claro y transparente, por eso deben crear un contexto legal de antemano para confiscar los activos rusos. 
En agosto, Mudra dijo que no se podían celebrar juicios para los prisioneros de guerra ucranianos.  
Al mismo tiempo, afirmó que Ucrania registra los crímenes cometidos por la Federación Rusa y utiliza las oportunidades legales internacionales disponibles para garantizar los derechos de los defensores ucranianos cautivos por los ocupantes rusos. 
En septiembre, los medios de comunicación escribieron sobre ella: "Pero ni siquiera eso es una tarea fácil. La viceministra de Justicia de Ucrania, Iryna Mudra, está recorriendo este mes capitales de Europa y Estados Unidos para convencer a los gobiernos de que rastreen los activos de los rusos sancionados y los confisquen... Mudra también quiere que la UE confisque los activos estatales rusos, no sólo los privados, para utilizarlos en la reconstrucción de Ucrania. Ese plan, sin embargo, enfrenta obstáculos legales y es poco probable que se haga realidad en el corto plazo, algo que Mudra reconoce. 
Iryna Mudra afirmó en septiembre que su país no tiene perspectivas de recibir reparaciones de Rusia en los tribunales internacionales. Explicó que Rusia se había retirado del Consejo de Europa y había acordado no implementar las decisiones emitidas por el Tribunal Europeo de Derechos Humanos después del 15 de marzo. Según el político ucraniano, los fondos rusos confiscados hasta ahora no serán suficientes para reconstruir Ucrania. 
En septiembre de 2022, el político alemán Günter Krings escribió: "Ayer pude intercambiar opiniones con el ministro de Justicia de Ucrania, Denys Maliuska, su adjunta Iryna Mudra y otros colegas del gobierno de Kiev, así como con colegas de la comisión jurídica de nuestro Bundestag. Los funcionarios ucranianos han exigido que se congelen y confisquen los activos de los oligarcas para futuras reclamaciones de reparación. Las personas físicas y jurídicas en Ucrania deberían recibir una compensación por ello. También debería pagarse una indemnización por los daños medioambientales. Se sugirió establecer un fondo de compensación y un registro de todos los daños. Ya antes de las vacaciones de verano, nosotros, como Unión, habíamos pedido que se mejoraran las sanciones contra los oligarcas y estaremos encantados de abordar este tema y seguirlo de cerca. 
Posteriormente visitó el Reino Unido: "La viceministra de Justicia de Ucrania, Iryna Mudra, estuvo en Londres la semana pasada para discutir el tema con el Ministerio de Asuntos Exteriores después de haber presionado al Consejo de Ministros del Consejo de Europa en Estrasburgo junto con Olena Zelenska, la esposa del presidente ucraniano, Volodímir Zelenskiy. Mudra, exbanquera, ha estado al frente de las detalladas discusiones jurídicas y políticas sobre las reparaciones, manteniendo conversaciones en Alemania, París y Bruselas y con la subsecretaria del Tesoro de Estados Unidos, Elizabeth Rosenberg. 
"En la cumbre del Consejo de Europa celebrada en Reikiavik en mayo de 2023, los jefes de Estado y de Gobierno de los 46 Estados miembros del consejo decidieron crear un registro de los daños causados por la guerra de agresión rusa contra Ucrania. Los daños, pérdidas y lesiones causados por la guerra en Ucrania pueden documentarse, lo que convierte al Consejo de Europa en una contribución significativa a los esfuerzos internacionales para combatir la impunidad de los crímenes cometidos por Rusia." En los Países Bajos tuvo lugar la primera reunión de la junta directiva del Registro de Daños causados por la agresión rusa contra Ucrania. La reunión de varios días (del 11 al 13 de diciembre de 2023) se celebró en La Haya, donde tiene su sede el registro de reclamaciones. Iryna Mudra presentó una propuesta sobre las categorías de reclamaciones de indemnización, que fue adoptada por el gobierno de Ucrania el 1 de diciembre de 2023 y expresó el deseo del gobierno ucraniano de que el consejo acepte las reclamaciones de indemnización lo antes posible. 

## Premios
2018 - Mejor asesor jurídico en derecho bancario y financiero en la ceremonia de entrega de premios "50 departamentos jurídicos líderes de Ucrania". 

## Vida personal
Mudra tiene dos hijos. 